# Orpingtonka
Orpingtonka je plemeno kura domácího určené pro produkci drůbežího masa. Je to silná, mohutná slepice s bílou kůží. Postoj je nízký a trup ptáků je široký a hluboký, téměř tvaru krychle. Prsa jsou široká a dobře zmasilá, kratší křídla dobře přiléhají k tělu. Horní linie je plynulá, lyrovitého tvaru, ocas je spíše krátký, u kohouta s mnoha srpy, které zcela překrývají rýdovací pera. Hlava orpingtonek je malá, zakulacená, hřeben je jednoduchý, vzpřímený, středně velký, s 5-6 zuby. Ušnice jsou červené, středně velké, laloky oválné, středně velké až větší.
Opeření je husté, měkké a nakypřené, podsada je bohatá. Uznáno je několik barevných rázů.

## Fotogalerie

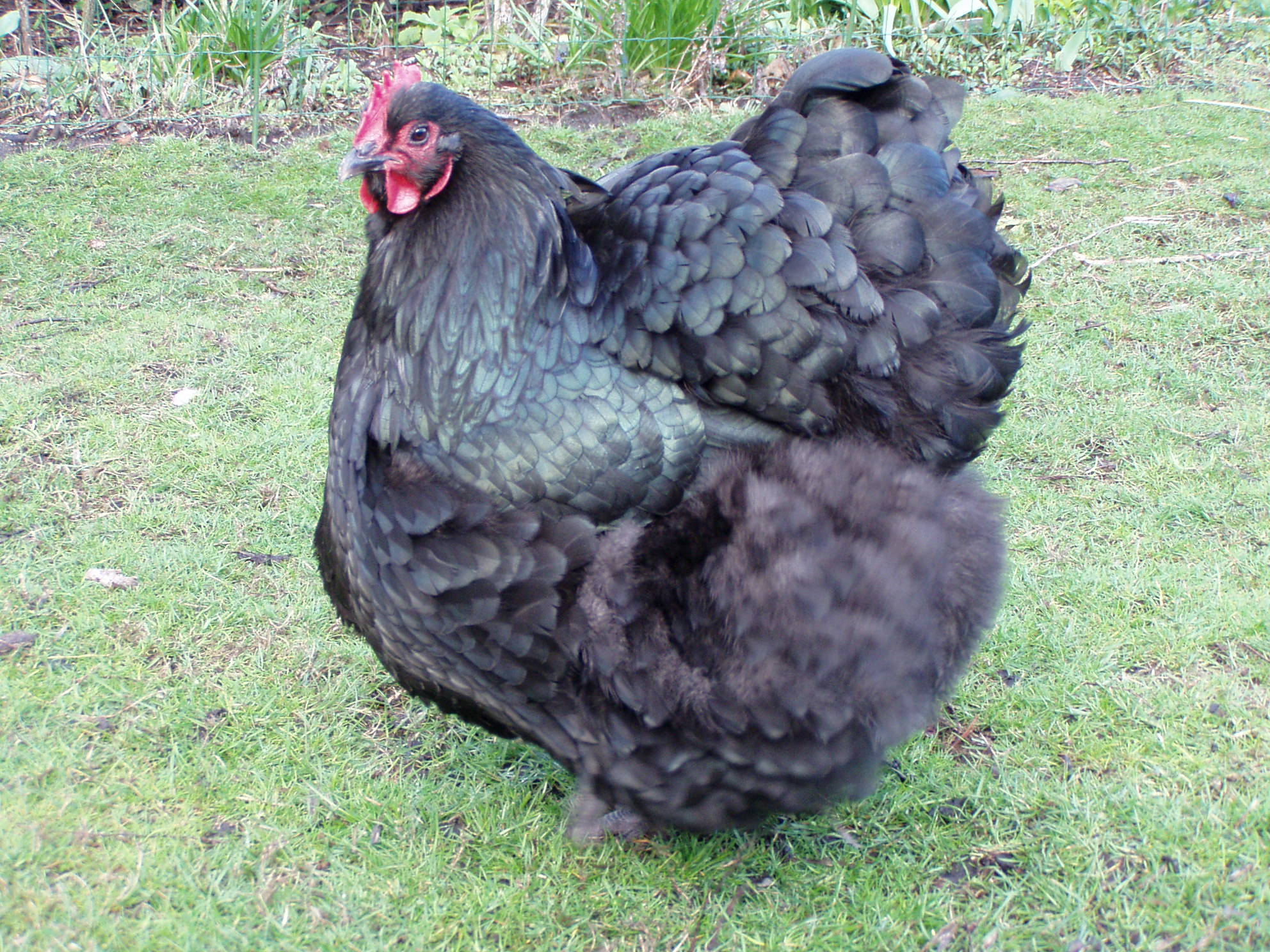
Slepice orpingtonky černé
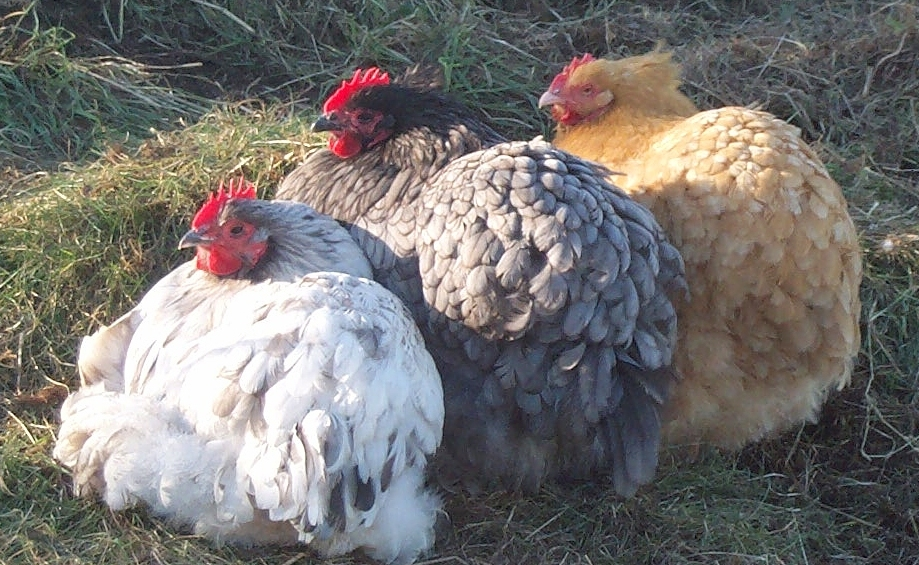
Slepice orpingtonky bílé, modré a žluté
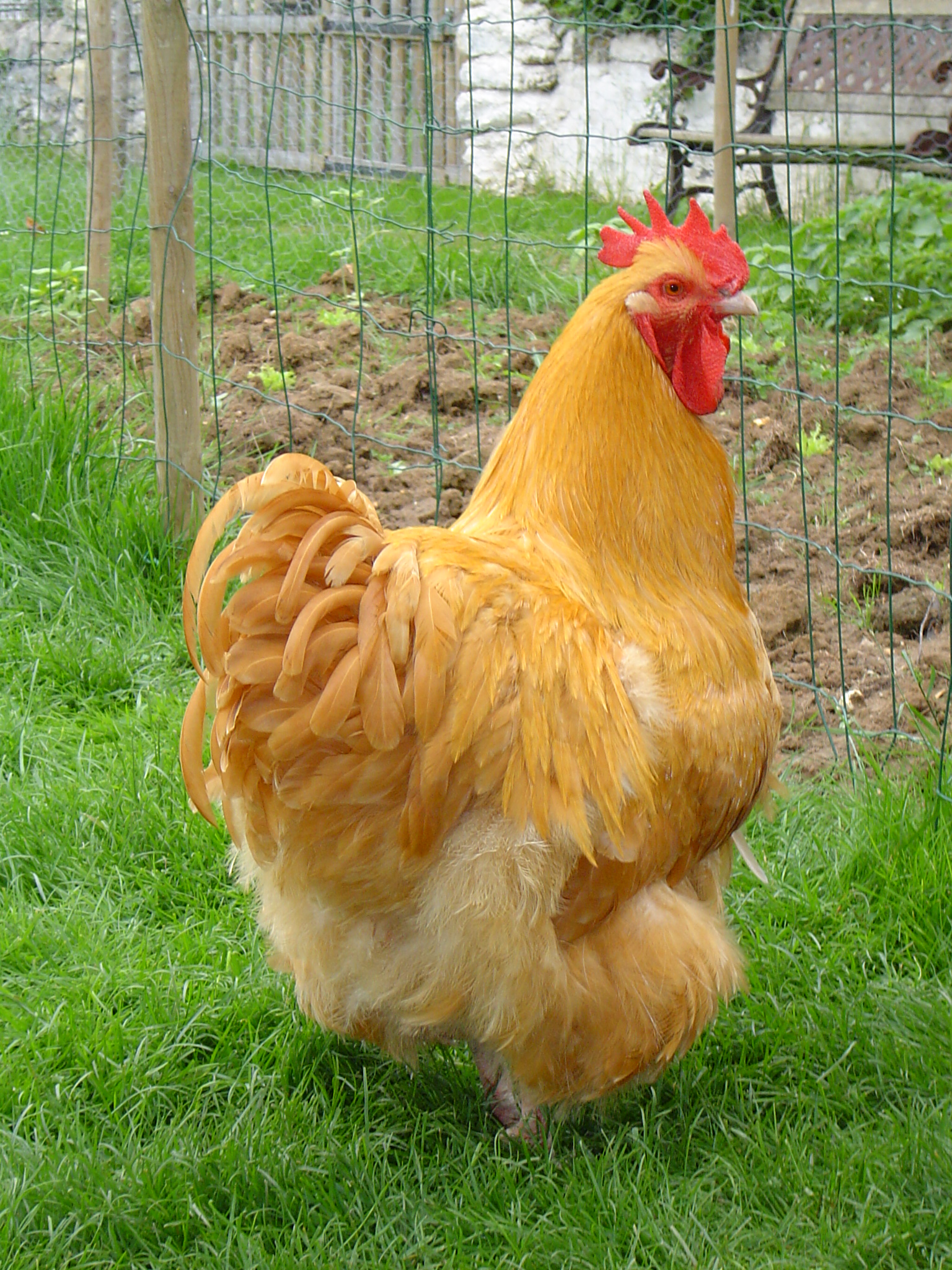
Kohout orpingtonky žluté